# Сафрол
Сафро́л — органическое вещество класса фенилпропаноидов.

## Свойства
Растворим в этаноле (1:3 — в 95%-ном), минеральных маслах и органических растворителях; плохо растворим в пропиленгликоле и глицерине; нерастворим в воде (образует азеотропную смесь — 7,7 % по массе сафрола).
При нагревании со щелочами изомеризуется в изосафрол.
|                                  | щёлочи |
| {\displaystyle \longrightarrow } |        |
|                                  |        |

## Нахождение в природе
Содержится более чем в 70 эфирных маслах, главный компонент сассафрасового масла (≈80 %) и масла звёздчатого аниса.

## Получение
Впервые сафрол синтезирован Перкиным при воздействии йодистого метилена на 3-4-диокси-1-аллилбензол.
Бирх и Слэйтон описали способ получения сафрола из 3-4-метилендиокси-1-(γ-оксипропен-2)-ил-бензола кипячением с алюмогидридом лития в растворе диэтилового эфира. При этом получается смесь изосафрола и сафрола.
Другой метод — аллилирование метилендиоксибензола хлористым аллилом в присутствии медного катализатора. Для синтеза сафрола по этому методу осуществляется нагревание смеси хлористого аллила с трёхкратным молярным избытком метилендиоксибензола в присутствии 0,025—0,05 г (25—50 мг) медного порошка, полученного восстановлением медного купороса цинковой пылью. По окончании процесса реакционную массу отделяют от катализатора фильтрованием, промывают в эфире солевым раствором 5%-ного NaOH для удаления фенольных соединений, затем снова солевым раствором, сушат сульфатом магния и фракционируют. Выход сафрольной фракции 25—30 % при расчёте на хлористый аллил, или 46—66 %, считая на израсходованный метилендиоксибензол.

## Применение
Применяют для получения гелиотропина и, в небольшом количестве, — для составления парфюмерных композиций. Является прекурсором метилендиоксиметамфетамина («экстази») и пиперонилбутоксида, применяемого в качестве синергиста инсектицидов
.

## Законодательные запреты
Сафрол (в том числе в виде сассафрасового масла) в концентрации 15 процентов или более внесён как прекурсор в Список I (наркотические средства, психотропные вещества и их прекурсоры, оборот которых в Российской Федерации запрещён в соответствии с законодательством Российской Федерации и международными договорами Российской Федерации).